# Vespres d'Arnadí
Vespres d'Arnadí és una orquestra catalana dedicada a interpretar principalment música del renaixement, el barroc i el primer classicisme, amb instruments d'època i criteris històrics. Fou fundada per Dani Espasa i Pere Saragossa l'any 2005.
En el seu repertori habitual combina la interpretació de peces poc habituals del barroc amb la recuperació de compositors i obres oblidats, catalans i internacionals. Exemples en són la recuperació de les obres religioses de Josep Mir i Llussà o la recent recuperació de l'oratori Giuseppe Riconosciuto (1736) de Domènec Terradellas al Festival de Torroella de 2023. L'orquestra ha actuat al Festival de Peralada, al Palau de la Música i a l'Auditori de Barcelona, al Palacio Real de Madrid, al festival de Halle, i també a Londres, Sevilla, Praga i Ostrava, entre d'altres llocs.
Entre els treballs discogràfics, cal destacar Pièces de Simphonie de Charles Desmazures, Missa en Re Major de Josep Mir i Llussà i Anna Maria Strada, la favorita de Händel, tots tres sota el segell Musièpoca. Els últims discos publicats són L'Alessandro amante i inVisibili, ambdós protagonitzat pel contratenor Xavier Sabata i editats amb el segell Aparté, amb obres de compositors barrocs poc coneguts, com Bononcini, Pescetti, Draghi o Pollarolo. L'orquestra també col·labora habitualment amb solistes com les mezzosopranos Vivica Genaux, Mary Ellen Nesi y Marta Infante; les sopranos Núria Rial, María Hinojosa i Sunhae Im; les contralts Hilary Summers i Sonia Prina; i els tenors Roger Padullés i Juan Sancho.